# Marieberg (Kalix)
Marieberg is een dorp binnen de Zweedse gemeente Kalix. Het dorp ligt wordt in 1779 aangelegd onder de naam Långsel, dat in 1871 gewijzigd wordt in Marieberg. Marie verwijst niet naar koningin of prinses, maar naar de naam van de dochter, Marie Bergström, van een plaatselijke landmeter. Het dorp ligt aan de Kalixälven.
Er zijn in Zweden 183 (!) plaatsen die aangeduid worden met Marieberg.
Bestuurscentrum: Kalix (tätort)
Tätort: Båtskärsnäs · Bredviken · Gammelgården · Karlsborg · Morjärv · Nyborg · Påläng · Risögrund · Rolfs · Sangis · Töre
Småort: Åkroken · Björkfors · Börjelsbyn · Granholmen · Innanbäcken · Innanlandet · Kälsjärv · Lappbäcken · Målson · Månsbyn · Ryssbält · Siknäs · Storön · Stråkanäs · Sören · Vallen · Vånafjärden
Overig: Björkvattnet · Bjumisträsk · Bondersbyn · Brattlandet · Empoberget · Forsbyn · Granån · Grubbnäsudden · Grytnäs · Hällfors · Holmträsk · Hömyrfors · Kamlunge · Klinten · Korpikå · Långfors · Lantjärv · Marieberg · Moån · Östanfjärden · Östra Flakaträsk · Östra Granträsk · Övermorjärv · Räktjärv · Rian · Småkvarn · Sockenträsk · Stora Lappträsk · Storsien · Tjäruträsk · Törböle · Törefors · Västannäs · Västra Flakaträsk · Vitvattnet ·